# Massacre de Dade
Seconde guerre séminole
Batailles
- Massacre de Dade
- Withlacoochee
- Wahoo Swamp
- Hatchee-Lustee
- Lac Okeechobee
- Caloosahatchee

Le massacre de Dade est l'attaque le 28 décembre 1835 d'un détachement de l'Armée américaine par des guerriers séminoles. Conduit par le major Francis L. Dade, le détachement composé de 110 hommes fut pris en embuscade alors qu'il était en route pour Fort King. Tous les soldats américains sauf trois furent tués. Il marque le début de la seconde guerre séminole.